# Formiguer immaculat
El formiguer immaculat (Percnostola immaculata) és una espècie d'ocell de la família dels tamnofílids (Thamnophilidae) que habita el sotabosc de la selva pluvial a les muntanyes l'oest i est de Colòmbia i nord-oest de Veneçuela.